# Fritz Mauthner

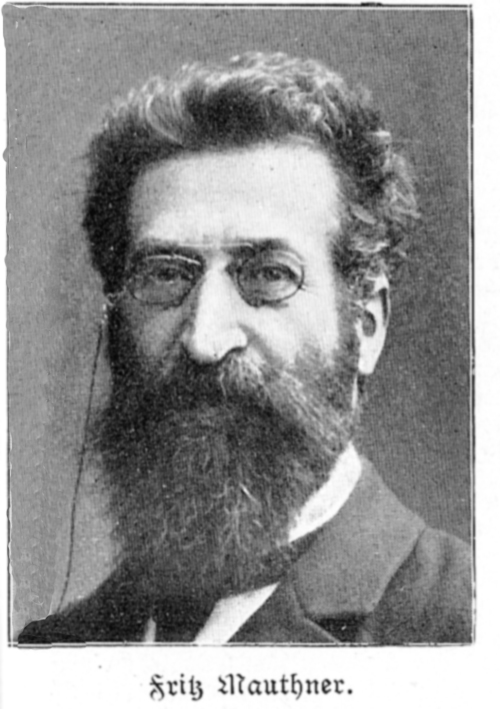
Porträt Fritz Mauthners

Fritz Mauthner (* 22. November 1849 in Horschitz, Böhmen, Kaisertum Österreich; † 29. Juni 1923 in Meersburg, Baden, Deutsches Reich) war ein deutschsprachiger Philosoph, Schriftsteller (Belletrist, Essayist) und Publizist.

## Leben
Fritz Mauthner wurde in Horschitz im Königgrätzer Kreis als viertes von sechs Kindern des jüdischen Tuchfabrikanten Emmanuel Mauthner und seiner Frau Amalie geboren. Als Fritz sechs Jahre alt war, zog die Familie nach Prag. Mauthner studierte Rechtswissenschaft in Prag unter anderem bei Adolf Merkel, Antonín Randa und Jožef Krajnc, brach das Studium jedoch ab.
Als besonders wichtig für Mauthners Weltbild gilt die Bekanntschaft mit Ernst Mach. Dieser lehrte von 1867 bis 1875 in Prag Experimentalphysik. Um die Jahrhundertwende schrieb Mauthner in einem Brief an Mach, dass er von ihm den Anstoß dazu erhalten habe, „aus der Wissenschaft die latenten metaphysischen Grundlagen zu eliminieren“.
1871 schrieb er den Sonettenzyklus Die große Revolution, der ihm fast eine Anklage wegen Hochverrats und Beleidigung gesetzlich anerkannter Konfessionen eingetragen hätte. 1873 arbeitete Mauthner in einer juristischen Kanzlei. Im selben Jahr entstand die erste Fassung der Kritik der Sprache (heute verschollen). Mauthner verfasste in dieser Phase erste Erzählungen und Feuilletons. Am 23. Mai 1873 fand die Uraufführung seines Schauspiels Anna am Deutschen königlichen Landestheater Prag statt.

### Mitarbeit beim „Berliner Tageblatt“

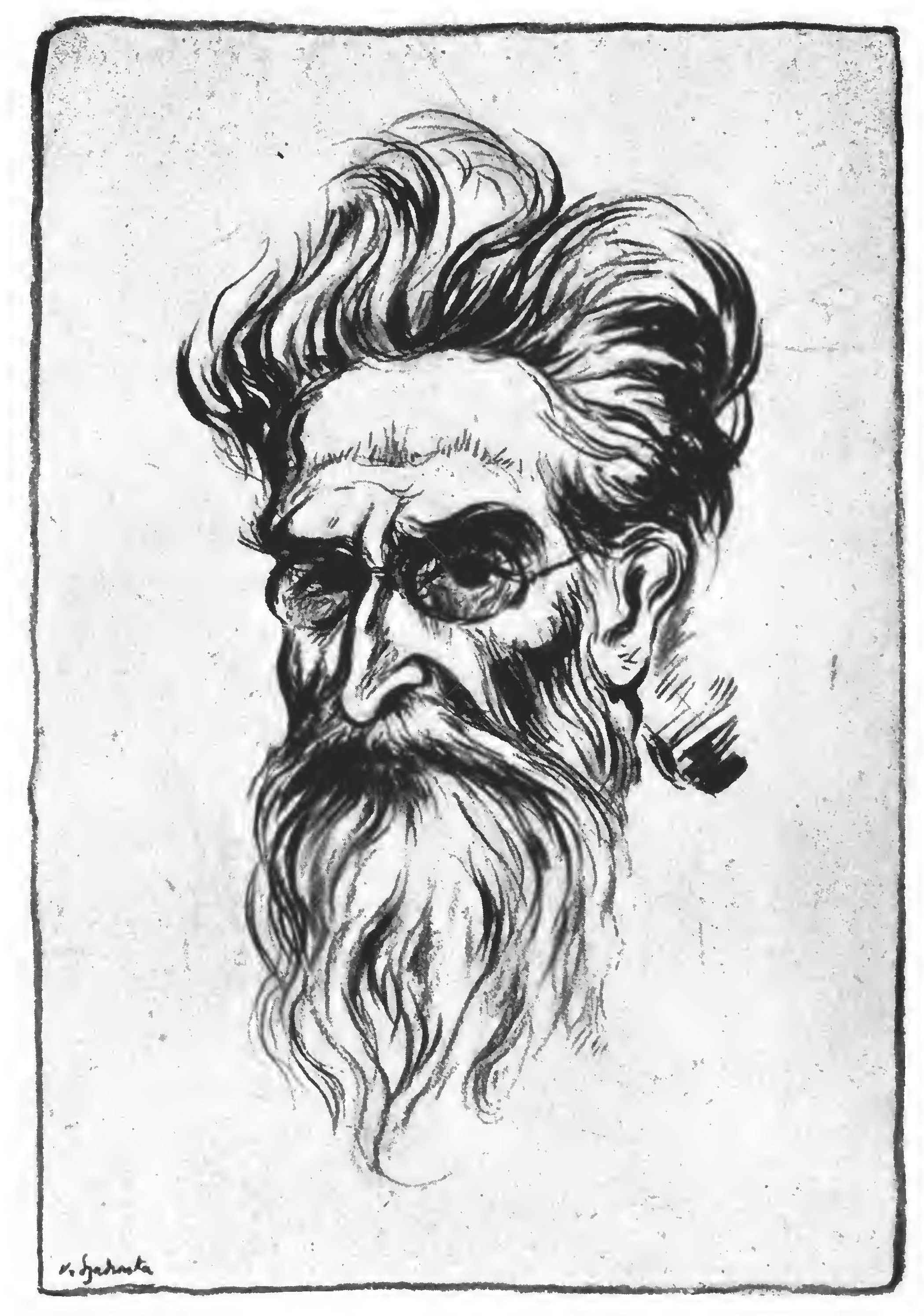
Porträt Mauthners von Kasia von Szadurska (1916)

1876 ging Mauthner nach Berlin, um dort für Rudolf Mosses Berliner Tageblatt (gegründet 1871) zu schreiben, wo er sich mit „romantisch-genialer“ Attitüde sehr selbstbewusst als Mitarbeiter beworben hatte und mit Unterbrechungen rund 45 Jahre als Redakteur und Autor beschäftigt war. Zwei Jahre später schloss er die Ehe mit der jüdischen Pianistin Jenny Ehrenberg, aus der sein einziges Kind, eine Tochter, hervorging. Mauthners Frau starb 1896. Ab 1878 veröffentlichte er im Deutschen Montagsblatt Parodien auf zeitgenössische Autoren wie Gustav Freytag, Paul Heyse, Arno Holz. Die Parodien erschienen später auch in Buchausgaben. Die Wirkung auf die damaligen Leser wird als sensationell beschrieben. Bis 1902 erreichte die Gesamtausgabe der Parodien 30 Auflagen.
Mauthner war 1880 eines der Gründungsmitglieder der Zwanglosen Gesellschaft, der unter anderen Otto Brahm, Max Halbe, Maximilian Harden, Otto Erich Hartleben und Gerhart Hauptmann angehörten. Neben seiner Tätigkeit beim Berliner Tageblatt verfasste Mauthner mehrere Romane und Parodien, die teils seine – für ihn frustrierenden – Erfahrungen als Redakteur widerspiegelten. 1882 erschien Der neue Ahasver, 1887 der deutschnationale Roman Der letzte Deutsche von Blatna. Den Alltag beim Tageblatt beschrieb er 1888 im zweiten Teil seiner Trilogie Berlin W. dem autobiografisch gefärbten Roman Die Fanfare. Dort wird sein Arbeitgeber Rudolf Mosse (im Roman Gottlieb Mettmann) als ungemein geschäftstüchtig, aber ignorant und skrupellos beschrieben. Der Publizist Siegfried Jacobsohn schrieb über diese Satire: „(…) Gottlieb Mettmann ist keine Photographie von Ihnen, Rudolf Mosse. Er ist eine Karikatur, selbstverständlich. Ihre Handlungsweise war nirgends, ihr Wesen überall getroffen.“ Im selben Jahr veröffentlichte Mauthner seine Pressesatire Schmock oder die litterarische Karriere der Gegenwart, in der er ebenfalls mit ätzender Ironie den Opportunismus und die mangelnde Bildung von Journalisten anprangerte. In einem 47-seitigen Manuskript über seine Zeit als Tageblatt-Redakteur ließ Mauthner „kein gutes Haar“ am Chefredakteur Arthur Levysohn und den verantwortlichen Mitarbeitern des Feuilletons. Gleichwohl blieb sein persönliches und berufliches Verhältnis zu Mosse erstaunlich ungetrübt. Seit Oktober 1889 war Mauthner Herausgeber der Zeitschrift Deutschland. Insgesamt veröffentlichte er von 1882 bis 1897 zwölf Romane, daneben Erzählungen und Lyrik. Von den Lesern wurde Mauthners Belletristik wohlwollend aufgenommen, während die Literaturkritiker überwiegend ablehnend reagierten.

### Berlin und Freiburg im Breisgau
Im Jahr 1892 zog er mit seiner Familie nach Berlin-Grunewald. Hier begann er mit der Niederschrift seiner Beiträge zu einer Kritik der Sprache. Mauthner intensivierte seine sprachkritischen Arbeiten, musste jedoch 1898 jegliche Arbeit unterbrechen, da er zu erblinden drohte. Danach arbeitete er mit Gustav Landauer zusammen. 1901 erschienen der erste und der zweite Band der Beiträge, ein Jahr später folgte der dritte. Die Ablehnung, die seiner Kritik der Sprache aus akademischen Kreisen entgegenschlug, enttäuschte Mauthner tief. 1905 versuchte er, durch einen Aufenthalt auf den Kanarischen Inseln seine Depressionen zu lindern. Nachdem seine Tochter geheiratet hatte, verlegte Mauthner Ende 1905 seinen Wohnsitz nach Freiburg im Breisgau. Dort trat er der Kant-Gesellschaft bei und lernte 1906 Martin Buber kennen.

### Glaserhäusle in Meersburg

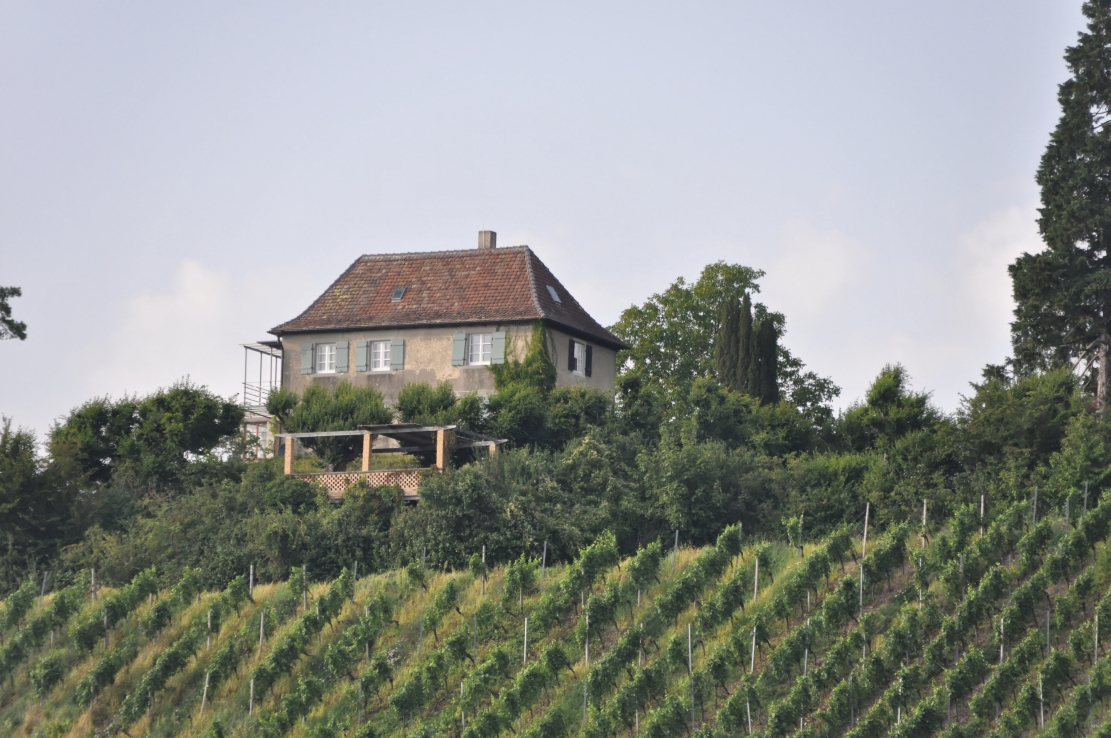
Das Glaserhäusle vom Bodensee aus gesehen

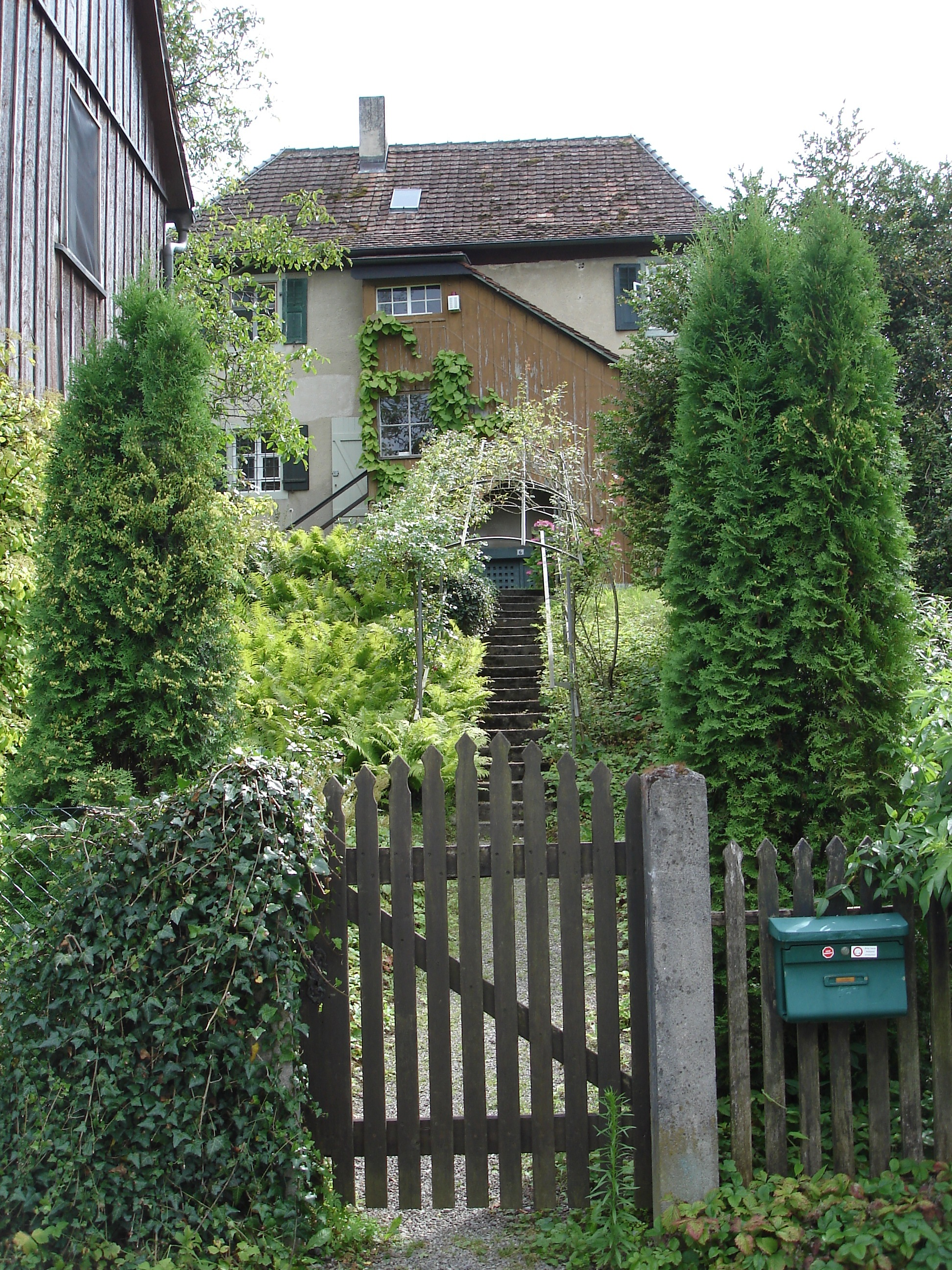
Wohnhaus von Fritz Mauthner und Harriet Straub, das sogenannte Glaserhäusle in Meersburg am Bodensee

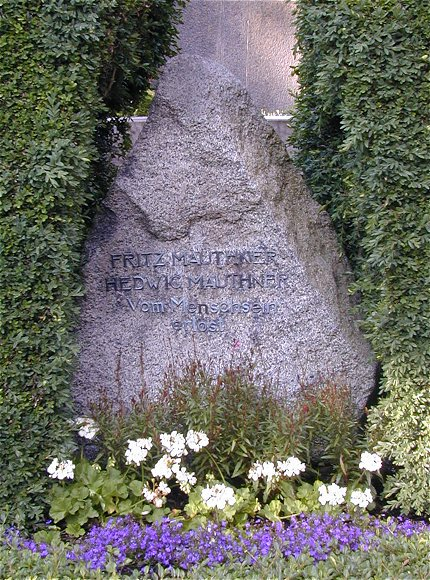
Grabstein von Fritz Mauthner und Hedwig Mauthner (Harriet Straub) auf dem Friedhof in Meersburg (Inschrift: „Vom Menschsein erlöst“)

1907 begegnete Mauthner Harriet Straub (1872–1945). Mit ihr zog er 1909 nach Meersburg am Bodensee, wo beide bald darauf heirateten und im „Glaserhäusle“, Glaserhäusleweg 7, lebten (Lage). Zu dieser Zeit schrieb er die von Martin Buber angeregte und Gustav Landauer gewidmete Monographie Die Sprache und widmete sich anschließend dem Wörterbuch der Philosophie, das im Jahre 1910 in zwei Bänden erschien (und 1923–1924 in einer zweiten, überarbeiteten Fassung). Im Jahre 1912 beendete er das philosophische Gleichnis Der letzte Tod des Gautama Buddha.
Mit Beginn des Weltkrieges 1914 begannen Auseinandersetzungen mit seinem Freund Gustav Landauer. Während Landauer einen Krieg generell missbilligte, schrieb Mauthner ab 1915 Propaganda-Artikel für den Krieg im Berliner Tageblatt. Nach der deutschen Niederlage im Ersten Weltkrieg, die für ihn eine Katastrophe war, versöhnte sich Mauthner mit Landauer. Zum endgültigen Bruch kam es allerdings, als Landauer sich kurz darauf 1919 an der Münchner Räterepublik beteiligte. Mauthner wurde im selben Jahr Ehrenbürger von Meersburg. Von 1920 bis 1923 erschien Der Atheismus und seine Geschichte im Abendlande in vier Bänden. Kurz vor seinem Tod am 29. Juni 1923 arbeitete Mauthner an Drei Bildern der Welt, die postum erschienen.

### Ehrengrab in Meersburg
Die Trauerfeier fand im Sommer 1923 in der Schlosskirche Meersburg statt. Der Trauerredner Jakobus Weidenmann charakterisierte Mauthner als einen Suchenden mit titanischer Demut vor dem Unergründlichen. Sein Ehrengrab befindet sich auf dem Friedhof in Meersburg in der Mitte der Ost-West-Achse, vom Hochkreuz aus gesehen. Die Grabinschrift auf der gemeinsamen Grabstelle mit Harriet Straub lautet „Vom Menschsein erlöst“. (Lage). Der Aphorismus „vom Menschsein erlöst“ bezieht sich auf sein Buch Der letzte Tod des Gautama Buddha und symbolisiert das Nicht-Sein.
Die Totenmaske von Fritz Mauthner wurde 1923 vom Meersburger Bildhauer Josef Ehinger (1889–1955) abgenommen. Sie ist im Stadtmuseum Meersburg ausgestellt.

## Sprachkritik
Zitat: „Zum Hasse, zum höhnischen Lachen bringt uns die Sprache durch die ihr innewohnende Frechheit. Sie hat uns frech verraten; jetzt kennen wir sie. Und in den lichten Augenblicken dieser furchtbaren Einsicht toben wir gegen die Sprache wie gegen den nächsten Menschen, der uns um unseren Glauben, um unsere Liebe, um unsere Hoffnung betrogen hat.“(Beiträge zu einer Kritik der Sprache I, Das Schweigen)
Mauthner erhielt bei seinem Lehrer Ernst Mach in Prag die speziellen Grundlagen für seine späteren Arbeiten. Ernst Mach war als Physiker, Philosoph und Wissenschaftstheoretiker ein vielseitiger Wissenschaftler, der auch Sinnesphysiologie und Psychologie in seine Überlegungen einbezog und bereits vor Albert Einstein das vierdimensionale Raum-Zeit-Kontinuum forderte. Mach gilt auch als einer der Wegbereiter der psychologischen Gestalttheorie.
Sein Schüler Fritz Mauthner war ebenso breitgefächert interessiert und setzte sich in wissenschaftstheoretischen Betrachtungen mit den aktuellen Ergebnissen der Psychologie auseinander. Von Mach übernahm Mauthner die Vereinigung der Raumdimensionen und der Zeitdimension im vierdimensionalen Kontinuum. Während Einstein diese Sichtweise auf den ganzen Kosmos anwendete, verknüpfte Mauthner diese moderne Ansicht mit psychophysiologischen Betrachtungen, die im Gedächtnis eine raumzeitliche Ordnung vermuten.
Zitat: „Wir werden die Zeit als die vierte Dimension des Wirklichen kennenlernen. In Anknüpfung daran wird es uns umso schneller einleuchten, daß unser Gedächtnissinn einzelne vergangene Vorstellungen, die sogenannten Erinnerungen, genau ebenso in der Zeit lokalisiert, wie unser Gesichtssinn seine Vorstellungen in den drei Dimensionen des Raumes lokalisiert. Und genau so wie der Schnittpunkt des Koordinatensystems für unsere Augen durch unser Gehirn geht, so ist der Nullpunkt für die Erstreckung der Zeit immer unsere Gegenwart; der Nullpunkt bleibt bei uns, während wir in der Zeit weiterleben, wie das Koordinatensystem des Raumes sich mit uns bewegt. Die begriffliche Schwierigkeit läge nur darin, daß das Gedächtnis uns die Zeit erst erzeugt, in welche es die Daten der übrigen Sinne projiziert.“
Mauthner schlug hier einen gedanklichen Weg ein, der den zeitlichen Aspekt der „Korrelationstheorie der Hirnforschung“, unseren „Arbeitstakt im Bewußtsein“, bereits in das Blickfeld rückte.
Zitat: „Und so halte ich es für eine brauchbare Hypothese, daß allerdings immer nur eine Vorstellung an dem Nadelöhr unseres Bewußtseins vorüberzieht, weil ja in diesem Sinne immer nur das Gegenwärtigste, d. h. das im geistigen Magen eben sich Assimilierende, das eben augenblicklich dem Gehirn Arbeit machende – daß das allein die Aufmerksamkeit fesselt (natürlich, weil ja auch die Gegenwart als Zeit nur die Nadelspitze zwischen Vergangenheit und Zukunft ist, die Wirklichkeitswelt also in jedem Augenblick nicht breiter sein kann, als die Fadendünne dieses Augenblickes, als ein Nadelöhr), daß aber zugleich das Gedächtnis, d. h. die unbewußte Registratur des Gehirns, wohl über unseren ganzen Wissensschatz verfügt, alles mit der Augenblicksvorstellung zunächst Verwandte schon in Bereitschaft hält, also daß das Gehirn in seinem Gedächtnis den weiten Horizont besitzt, der die Welt der Erfahrung oder die Vergangenheit und die Welt der Möglichkeiten oder die Zukunft umfaßt.“ (Bewusstsein/Zeit und Assoziation)
Dem Gedächtnis kommt in Mauthners Sprachphilosophie eine zentrale Bedeutung zu. Zitate:
„Meine Überzeugung ist, daß die Rätsel der Sprache mit dem Schlüsselworte Gedächtnis zu lösen seien, oder vielmehr daß die Rätsel, welche das Wesen und die Entstehung der Sprache uns aufgibt, zurückzuschieben seien auf das Wesen des menschlichen Gedächtnisses.“
„Bei dem normalen Menschen ist Sach- und Wortgedächtnis aufs engste miteinander verbunden. Ja diese Verbindung ist eine bloße Tautologie, wenn ich mit der Behauptung recht habe, daß die Sprache oder der Wortschatz eines Menschen eben nichts anderes sei als sein individuelles Gedächtnis für seine Erfahrung. Die Sprache ist nichts als Gedächtnis, weil sie gar nichts anderes sein kann.“ (Gedächtnis und Sprache)
Gedächtnis, Bewusstsein und Sprache sind für Mauthner verschiedene Wörter für den ganzheitlichen Zusammenhang des Weltwissens aus einzelnen Erinnerungsbildern.
„Das Gedächtnis ist eine Tatsache des Bewußtseins und das Bewußtsein ist für uns nur als Gedächtnis eine Tatsache. Man könnte mit diesen Worten noch weiter jonglieren und würde doch nicht einmal in dem skeptischen Sinne der Sprachkritik zu einer festen Definition der beiden Begriffe gelangen. Wir ahnen jedoch, daß eine durch Selbstbeobachtung ermittelte Tatsache des Bewußtseins nicht das Abstraktum Gedächtnis ist, sondern nur die Reihe einzelner Erinnerungsbilder; wir ahnen, daß das Wort Bewußtsein eigentlich nichts anderes bedeutet als den Zusammenhang der Erinnerungsbilder“ (Bewußtes Gedächtnis).
Angeregt durch die Gestalttheorie stellte Mauthner den Begriff der „Ähnlichkeit“  in das Zentrum seiner erkenntnis- und sprachtheoretischen Betrachtungen.
Zitate: „Die Ähnlichkeit dürfte noch einmal die wichtigste Rolle in der Psychologie spielen. Vielleicht hat man die Ähnlichkeit bisher instinktiv darum vernachlässigt, weil man sonst zu früh hätte einsehen müssen, wie tief unser logisches oder sprachliches Wissen unter unseren wissenschaftlichen Ansprüchen stehe, wie weit entfernt unsere Begriffsbildung von mathematischer Genauigkeit sei; denn unsere Sprachbegriffe beruhen auf Ähnlichkeit, die mathematischen Formeln auf Gleichheit.“
„Absolute Gleichheit ist eine Abstraktion des mathematischen Denkens. In der Wirklichkeitswelt gibt es nur Ähnlichkeit. Gleichheit ist starke Ähnlichkeit, ist ein relativer Begriff.“
„Auf Ähnlichkeit, nicht auf Gleichheit ist alles Klassifizieren oder die Sprache aufgebaut, auf Ähnlichkeit, nicht auf Gleichheit all unser Urteilen oder die Anwendung der Sprache. Alle Logik aber, auch die Algebra der Logik, geht von dem mathematischen Begriff der Gleichheit aus und ist darum eine gefährliche Wissenschaft. Um nicht zu weit abzuschweifen, sei nur kurz erwähnt, daß auch der Begriff oder das Gefühl der Kontinuität aus dem Gefühle der Ähnlichkeit allein entsteht.“
Nach Mauthner ist die Sprache zwar gut zur Kommunikation geeignet, jedoch nicht zu Erkenntnissen von Wahrheit oder Wirklichkeit. Mit Namen und Gestalten lernt der Mensch nur den „Schleier der Maya“ kennen, aber nicht die dahinter verborgene Realität.
Von der nachfolgenden Philosophie wurde Mauthners Sprachkritik größtenteils ignoriert. Erwähnt wird er, allerdings in einem abwehrenden Sinn, im Tractatus logico-philosophicus von Ludwig Wittgenstein, wo es unter Punkt 4.0031 heißt: „Alle Philosophie ist ‚Sprachkritik‘. (Allerdings nicht im Sinne Mauthners.)“

## Werke

### Romane, Novellen, Erzählungen, Satiren
- Nach berühmten Mustern, Satire, 1878 (2. Auflage 1889, Gesamtausgabe 1897)
- Einsame Fahrten, 1879
- Vom armen Franischko, Erzählung, 1879
- Die Sonntage der Baronin, 1881
- Der neue Ahasver, 1882
- Dilettantenspiegel, Satire, 1883
- Gräfin Salamanca, 1884
- Xanthippe, 1884
- Berlin W. (Romantrilogie): Quartett, 1886; Die Fanfare, 1888; Der Villenhof, 1890
- Der letzte Deutsche von Blatna, Roman, 1887 Präsentation bei Projekt Gutenberg
- Die Fanfare, Berlin 1888
- Schmock oder die Karriere der Gegenwart, Satire, Berlin 1888
- Der Pegasus, 1889
- Die erste Bank, Berlin 1889
- Zehn Geschichten, 1891
- Glück im Spiel, 1891
- Hypatia, 1892
- Lügenohr, 1892 (auch unter dem Titel: Aus dem Märchenbuch der Wahrheit, 1899)
- Kraft, Roman, 1894
- Die Geisterseher, Roman 1894. Digitalisiert von der Zentral- und Landesbibliothek Berlin, 2020. URN urn:nbn:de:kobv:109-1-15418049
- Die bunte Reihe, 1896
- Der steinerne Riese, Novelle, 1896
- Die böhmische Handschrift, Novelle, 1897  (Google Books) Alternativpräsentation bei: Projekt Gutenberg
- Der wilde Jockey und anderes, 1897
- Der letzte Tod des Gautama Buddha, Roman, 1913
- Der goldene Fiedelbogen. Zwei Novellen aus Böhmen. Einbandentwurf von Kasia von Szadurska. Verlag Reuß & Itta, Konstanz 1917.

### Gedichtbände
- Die große Revolution, 1872 (Sonettenzyklus)

### Dramen
- Anna, 1874

### Essays und theoretische Schriften
- Kleiner Krieg, 1879
- Credo, 1886
- Von Keller zu Zola. Kritische Aufsätze, Berlin 1887
- Tote Symbole, 1892
- Zum Streit um die Bühne, 1893
- Totengespräche, 1906
- Gespräche im Himmel und andere Ketzereien, 1914 (Feuilletons 1895–1913, meist aus dem „Berliner Tageblatt“)

### Sprachphilosophische und kulturgeschichtliche Werke
- Beiträge zu einer Kritik der Sprache. 3 Bände, 1901–1902. 2. überarb. Auflage 1906–1913, 3. Auflage 1923, Neuauflage 1982.
- Aristoteles: Ein unhistorischer Essay. (Die Literatur. Sammlung illustrierter Einzeldarstellungen, hg. v. Georg Brandes, 2. Band). 1904.
- Die Sprache. (Die Gesellschaft, hg. v. Martin Buber, 9. Band). Rütten & Loenig, Frankfurt am Main 1907. Neuauflage Marburg: Metropolis 2012, ISBN 978-3-89518-881-7.
- Wörterbuch der Philosophie – Neue Beiträge zu einer Kritik der Sprache. 1. Auflage in 2 Bänden 1910 (Nachdruck bei Diogenes, 1980), 2. vermehrte Auflage in 3 Bänden 1923–1924 (Nachdruck Böhlau, Wien 1997, ISBN 3-205-98644-X).
- Schopenhauer. Georg Müller, München-Leipzig 1911.
- Der letzte Tod des Gautama Buddha. Georg Müller, München 1913.
- Der Atheismus und seine Geschichte im Abendlande. 4 Bände. Mehrere Neuauflagen (zuletzt hrsg. von Ludger Lütkehaus, Alibri, Aschaffenburg 2011, insges. 1994 Seiten), Digitalisate (ohne OCR) der Erstauflage in der französischen Nationalbibliothek:
  - Band 1: Einleitung. Teufelsfurcht und Aufklärung im sogenannten Mittelalter (Digitalisat), 1920.
  - Band 2: Entdeckung der Natur und des Menschen, lachende Zweifler, Niederlande, England (Digitalisat), 1921.
  - Band 3: Aufklärung in Frankreich und in Deutschland, die grosse Revolution (Digitalisat), 1922.
  - Band 4: Die grosse Revolution (12. bis 14. Abschnitt). Die letzten hundert Jahre, Reaktion, Materialismus, gottlose Mystik (Digitalisat), 1923.
- Muttersprache und Vaterland. Dürr & Weber, Leipzig 1920. Neuauflage Böhlau, Wien 2022, ISBN 978-3-205-21637-7.
- Spinoza. Schuster & Loeffler, Leipzig 1906.
- Spinoza. Ein Umriss seines Lebens und Wirkens. Reissner, Dresden 1921. (online)
- Die drei Bilder der Welt. Ein sprachkritischer Versuch (aus dem Nachlass herausgegeben), Erlangen 1925.

### Übersetzungen
- Henriette Marechal von Edmond de Goncourt, 1895

### Herausgebertätigkeit
- Deutschland. Wochenschrift für Kunst und Literatur, 1889–1890 Digitalisat
- Das Magazin für die Literatur des In- und Auslandes, 1891–1892
- Bibliothek der Philosophen, ab 1911
- Gruppe, Otto Friedrich: Antäus. Ein Briefwechsel über speculative Philosophie in ihrem Conflict mit Wissenschaft und Sprache. Berlin 1831. Hrsg. von Fritz Mauthner (Einleitung S. V–XXXV). Müller, München 1914
  - dazu: Fritz Mauthner: Otto Friedrich Gruppe. In: Die Zukunft. Band 85, 1913, S. 314–325.

### Sammelausgaben
- Ausgewählte Schriften (Belletristik Auswahl von Werken Mauthners), 6 Bde., dva, Stuttgart 1919

### Sonstiges
- Fritz Mauthner – Gustav Landauer Briefwechsel 1890–1919. Hrsg. von Hanna Delf, Beck, München 1994.
- Erinnerungen. Band 1: Prager Jugendjahre. Autobiographie, München 1918, (mehr nicht erschienen).
- Selbstbiographie. In: Philosophie der Gegenwart in Selbstdarstellungen. Leipzig 1922, Band 3.

### Bearbeitung von Werken Mauthners durch andere
- Der unbewußte Ahasverus oder: Das Ding an sich als Wille und Vorstellung. Bühnen-Weh-Festspiel in drei Handlungen von Fritz Mauthner. Arrangement, Regie und alle Rollen gesprochen von Stephan Reimertz. Deutschlandsender Kultur, 13. April 1993

### Hörbücher
- Die Geschichte des Teufels. Hierax Medien 2005, ISBN 3-8341-0226-1.
- Aristoteles. Hierax Medien 2006.

## Belege
1. ↑  Franz Brümmer: Lexikon der deutschen Dichter und Prosaisten vom Beginn des 19. Jahrhunderts bis zur Gegenwart. 6. Auflage. Leipzig 1913, Band 4, S. 396.
2. ↑  Joachim Kühn: Gescheiterte Sprachkritik: Fritz Mauthners Leben und Werk, mit einer Fritz-Mauthner-Bibliographie. S. 151.
3. ↑  Siegfried Jacobsohn: Schrei nach dem Zensor. Schriften 1909–1915. Göttingen 2005, S. 266.
4. ↑  Elisabeth Krauss: Die Familie Mosse: deutsch-jüdisches Bürgertum im 19. und 20. Jahrhundert. München 1999, S. 195.
5. ↑  Bei Georg Müller in Leipzig und München, siehe Band 1 im 11910/mode/1up archive.org und Band 2 im 21910/mode/1up archive.org
6. ↑  Siehe bei Zeno
7. ↑  Fritz Mauthner (1849-1923) bei meersburg.de (Memento des Originals vom 14. Januar 2016 im Internet Archive)  Info: Der Archivlink wurde automatisch eingesetzt und noch nicht geprüft. Bitte prüfe Original- und Archivlink gemäß Anleitung und entferne dann diesen Hinweis.
8. ↑  Grabstein Mauthners in Meersburg bei knerger.de
9. ↑  Manfred Bosch: „Das aber ist im tiefsten Sinne Religion“ In: Meersburg. Spaziergänge durch die Geschichte einer alten Stadt. Verlag Robert Gessler, Friedrichshafen 1999, ISBN 3-86136-045-4. S. 217–222.
10. ↑  Stadtmuseum Meersburg, Raum Mauthner/Straub

| Personendaten    | Personendaten                                    |
| ---------------- | ------------------------------------------------ |
| NAME             | Mauthner, Fritz                                  |
| KURZBESCHREIBUNG | deutschsprachiger Philosoph und Schriftsteller   |
| GEBURTSDATUM     | 22. November 1849                                |
| GEBURTSORT       | Horice, Königgrätzer Kreis, Kaisertum Österreich |
| STERBEDATUM      | 29. Juni 1923                                    |
| STERBEORT        | Meersburg                                        |